# 七家子镇 (阜新县)
七家子镇，是中华人民共和国辽宁省阜新市阜新蒙古族自治县下辖的一个镇。

## 行政区划
七家子镇下辖以下地区：
七家子村、旧贝营子村、汤头村、清河村、石场村、毛岭沟村、宝珠营子村、海四台村和水泉村。
旧贝营子村是原土默特左翼旗驻地。

## 交通
石场村下乌兰木头村乌兰木图火车站。